# Episodi di Un ciclone in convento (undicesima stagione)
L'undicesima stagione di Un ciclone in convento è stata trasmessa sul canale tedesco Das Erste dal 10 gennaio 2012.
In Italia la stagione è stata trasmessa dal 27 agosto 2012 al 15 settembre 2012 su RaiUno. L'episodio 11 Rapimento è stato saltato da Rai 1 nell'estate 2012 e recuperato durante l'estate 2013.
| nº | Titolo originale       | Titolo italiano           | Prima TV originale | Prima TV Italia   |
| -- | ---------------------- | ------------------------- | ------------------ | ----------------- |
| 1  | Höhere Instanz         | Nobiltà in convento       | 10 gennaio 2012    | 27 agosto 2012    |
| 2  | Lebenslüge             | Overdose di bugie         | 17 gennaio 2012    | 28 agosto 2012    |
| 3  | Grüße aus dem Jenseits | Magic Hero                | 24 gennaio 2012    | 29 agosto 2012    |
| 4  | Blutiger Anfänger      | Un'eredità imbarazzante   | 31 gennaio 2012    | 30 agosto 2012    |
| 5  | Piratensender          | Radio Checker             | 14 febbraio 2012   | 31 agosto 2012    |
| 6  | Herzensbrecher         | Il ruba...cuori           | 21 febbraio 2012   | 1º settembre 2012 |
| 7  | Geldadel               | Chi di rifiuti ferisce... | 28 febbraio 2012   | 3 settembre 2012  |
| 8  | Gott oder die Welt     | Notizia bomba!            | 6 marzo 2012       | 4 settembre 2012  |
| 9  | Peter Pan              | Il ballerino              | 13 marzo 2012      | 5 settembre 2012  |
| 10 | Soldatenbraut          | Problemi di cuore         | 20 marzo 2012      | 6 settembre 2012  |
| 11 | Sorgenkind             | Rapimento                 | 27 marzo 2012      | 20 luglio 2013    |
| 12 | Bis aufs Blut          | La talpa                  | 3 aprile 2012      | 8 settembre 2012  |
| 13 | Ende der Fahnenstange  | Il ritorno di Trude       | 10 aprile 2012     | 15 settembre 2012 |